# Routh Goshen

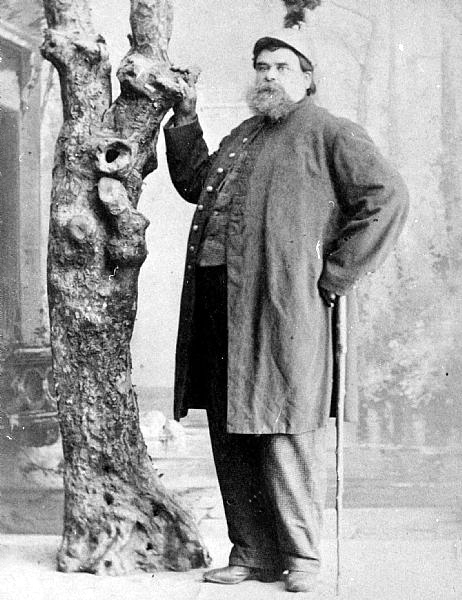
Le Géant de Middlebush.

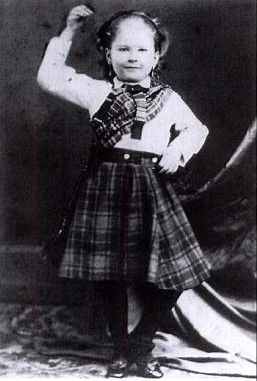
Frances Sylvester (?-1949), fille adoptive de Routh Goshen.

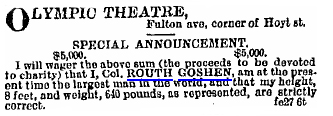
Routh Goshen dans le Brooklyn Eagle en 1871.

Goshen Routh ou Routh Goshen (1824 - 12 février 1889) était connu sous le nom de Colonel Routh Goshen, nom de scène qui lui a été attribué par Phineas Taylor Barnum, fondateur du cirque Barnum. Il était présenté comme l'homme le plus grand du monde avec une taille de 2,40 m pour 280 kg, alors qu'il ne mesurait en fait que 2,26 m et pesait 180 kg. Alors que son vrai nom et sa date de naissance ont toujours été cachés du public, une lettre anonyme postée en 1980 indiquait que son vrai nom était Arthur James Caley et qu'il était né sur l'île de Man en 1824. Selon d'autres sources, en revanche, il était né à Jérusalem le 5 mai 1837. Ses origines demeurent à ce jour opaques,.

## Pseudonymes et noms de scène
Arthur James Caley, Colonel Routh Goshen, Ruth Goshen, le Géant de Middlebush, le Géant arabe, le Géant de Palestine, le Géant mannois.

## Origines

### Jérusalem (Palestine)
William L. Slout (Olympians of the Sawdust Circle) dit de lui : « [Son] vrai nom [était] Routh Goshen, né le 5 mai 1837, mort le 12 février 1889 d'une maladie des reins et de dropsie à Clyde (New Jersey). Connu comme le « Géant de Palestine », de parents arabes, cadet de 14 ou 15 enfants. Barnum l'a semble-t-il recruté pour son musée après l'avoir croisé dans les rues de New York. Présenté comme mesurant 2,30 m [...] et pesant 250 kg. On l'associait avec des nains pour accroître l'impression de sa taille. Associé au cirque de Barnum circus (1879-1880) et Nathans & Co. (1882). »

### Sulby (Île de Man)
En 1980, une lettre anonyme est expédiée à l'église réformée de Middlebush, affirmant que son vrai nom était « Arthur James Caley » et qu'il était né dans le village de Sulby, sur l'île de Man, en 1824.

## Mariage
Routh Goshen s'est marié trois fois et a divorcé deux fois. Il avait épousé une femme qui se disait veuve et qu'il avait rencontrée lors d'une représentation. Elle finit par partir avec un autre homme, après avoir dérobé à Goshen une chèvre et un cheval (janvier 1879). Routh avait aussi adopté une fillette, du nom de Frances Sylvester (?-1949). Il est probable qu'elle ait participé à sa tournée en Europe et l'on dit qu'elle aurait dansé pour la reine Victoria.

## Mort et enterrement
Routh Goshen meurt dans sa maison d'Amwell Avenue à Middlebush le 12 février 1889. Il fut d'abord enterré, au cimetière de Cedar Grove, à Middlebush, sans plaque funéraire de crainte que son corps ne fût dérobé pour être exposé. On lit aujourd'hui sur sa pierre tombale l'inscription : « Col. Routh Goshen, Middlebush Giant, 1837-1899. »

On lisait, dans un article du  Fort Covington Sun du 7 mars 1889, intitulé « Mort et funérailles du géant Goshen » : 

« Le colonel Routh Goshen, qui était l'une des attractions du spectacle de Barnum, est mort dans sa ferme de Clyde, New Jersey, le 12 février. On disait de lui que c'était un mulâtre né dans ce pays, bien que, d'après les promoteurs du spectacle, il fut né en Belgique. Il avait environ 70 ans et mesurait 2,18 m de hauteur ; sa largeur d'épaules était de 76 cm, sa poitrine 71 cm, et il pesait 285 kg. Étant économe, il parvint à acquérir une petite propriété. Cette ferme fut assiégée par les villageois bien avant le début des funérailles. Son corps avait été placé dans une bière de 8 pieds de long et de 3 pieds de large, recouverte d'une toile. Après la cérémonie, le cercueil fut porté sur les épaules de huit fermiers robustes jusqu'à une charrette qui le transporta sur la route, à cent yards environ de sa maison. Le fossoyeur Van Duyn déclara qu'il n'avait pu trouver un corbillard assez large pour transporter le cercueil. Les porteurs eurent beaucoup de peine à manipuler la bière et, après l'avoir déposée dans la charrette, tous les visages suaient à grosses gouttes. Une foule nombreuse suivi le cortège jusqu'au cimetière de Cedar Grove, où l'enterrement eut lieu. Le colonel Goshen laisse un domaine évalué à 10 000 dollars environ. Il s'était marié trois fois et avait divorcé deux fois. Il lègue sa propriété à sa fille mariée avec qui il résidait. On dit qu'une de ses veuves, qui vivait à Elgin, dans l'Illinois, entend contester ses dernières volontés. »